# The Best Damn Thing (singel)
"The Best Damn Thing" to czwarty utwór Avril Lavigne na jej trzecim albumie o tym samym tytule, a zarazem czwarty singel promujący ten krążek. Utwór został wydany 18 czerwca 2008 roku.

## Teledysk
Avril przedstawiona jest w kilku sytuacjach:
gra chearlederkę, księżniczkę w różowej peruce oraz samą siebie śpiewającą w studio; na gitarze basowej w teledysku gra jej brat Matt, a na perkusji jej przyjaciel Evan.
Teledysk jest utrzymany w różowo-czarnej kolorystyce.

## Listy przebojów
| Lista                            | Najwyższa pozycja |
| -------------------------------- | ----------------- |
| Billboard Pop 100                | 13                |
| Billboard Bubbling Under Hot 100 | 7                 |

## Lista utworów
Standardowy Singel CD
1. "The Best Damin Thing"
2. "The Best Damin Thing" (Instrumental)
3. "Bad Reputation" - cover utworu Joan Jett

Japoński Singel CD
1. "The Best Damn Thing"
2. "Priceless"
3. "The Best Damn Thing" (Instrumental)
4. "Bad Reputation" - cover utworu Joan Jett